# 土屋清
土屋 清（つちや きよし、1910年（明治43年）10月5日 - 1987年（昭和62年）3月22日）は、日本のジャーナリスト、経済評論家。朝日新聞社論説委員、産経新聞社専務取締役を経て、経済評論家に転身した。東京生まれ。

## 来歴・人物
東京府立第一中学校、第一高等学校を経て、1930年（昭和5年）東京帝国大学経済学部に入学。河合栄治郎の演習に参加し、「理想主義」「人格主義」に基づいてマルクス主義にもファシズムにも反対する河合の態度に共感する。卒業後も河合栄治郎事件で弾圧された師の河合をよく助ける。
1933年（昭和8年）帝大卒業後、朝日新聞社に入社。45年からは論説委員を務めた。1964年（昭和39年）産経新聞社に移り、常務、専務を務め、69年に社長が水野成夫から鹿内信隆に変わり、産経が安保条約堅持を表明したのを機に退社。以後、経済評論家として活動する。
その間、社外においては、河合門下の中心として山田文雄、木村健康、石上良平、関嘉彦、猪木正道らと1946年（昭和21年）に社会思想研究会を立ち上げる。（出版部門は後に社会思想社となる）。その後の同系統の研究団体にも参加する。

### 経済評論家
経済評論家として、戦後の高度成長期には、円城寺次郎らとともに、政府関係の各種審議会の委員として活躍。論客として、政府の経済政策に影響を与えた。関わった審議会としては、経済審議会、国土総合開発審議会、産業構造審議会、税制調査会、石油審議会などがある。発足以来委員だった通産省諮問機関の石油審議会では、政府の石油政策を批判して、1983年（昭和58年）に辞任した。関わった経済団体としては、中東経済研究所（会長）、総合政策研究会（理事長）などがある。
テレビ番組『時事放談』（TBS系）では、小汀利得の降板後、細川隆元、藤原弘達、加藤寛とともに四人組の常連として、約10年間出演する。弟子筋には佐藤寛行、田久保忠衛、三宅正也、吉田忠雄、和波英郎などがいる。

### 親族
通産省中小企業庁長官、電源地域振興センター理事長を務めた新欣樹は娘婿。

## 著訳書

### 単著
- 『企業統制の新展開』朝日新聞社、1942年。
- 『日本経済の基本動向』中央公論社、1943年。
- 『日本戦争経済の課題』河出書房、1943年。
- 『これからの日本経済』コバルト社、1947年。
- 『日本戦後経済論』鱒書房、1948年。
- 『日本戦後の基本問題』国立書院、1948年。
- 『新聞』アテネ文庫、1949年。
- 『明日の経済』朝日新聞社、1952年。
- 『経済大国・虚像と実情――70年代日本経済の政策課題』時事通信社、1970年。
- 『飛翔の時期は来た――日本経済の総合戦略』山手書房、1979年。
- 『エコノミスト五十年――一言論人の足あと』山手書房、1980年。
- 『突破口はここだ――世界の眼から見た日本経済』山手書房、1983年。
- 『土屋清著作拾遺』土屋清追悼集刊行委員会、1988年。

### 共著
- 『安定恐慌』アテネ文庫、1949年。
- 『経済大転換に備えよ』高山書院、1949年。
- 『自由主義の現代的課題』社会思想研究会出版部、1949年。
- 『社会主義とはなにか』弘文堂、1950年。
- 『日本文化の見方』社会思想研究会出版部、1951年。
- 『現代史講座』II、創文社、1953年。
- 『新聞の読み方に関する十二章』中央公論社、1954年。
- 『民主社会主義とはなにか』現代教養文庫、1960年。
- 『ロストウ理論と日本経済の近代化』春秋社、1962年。
- 『日本のホワイトカラー』ダイヤモンド社、1964年。
- 『現代の政治と経済』山川出版社、1966年。
- 『ハンドブック日本経済』日本評論社、1968年。
- 『「四人組」の大放談――時事放談』山手書房、1979年。
- 『大系民主社会主義』第3巻、第5巻、文藝春秋、1980年。
- 『日本の未来――二十一世紀の強者と弱者の条件』山手書房、1981年。
- 『生存か滅亡か』山手書房、1981年。

### 編書
- 『日本総力戦経済論』栢葉書院、1944年。
- 『日本経済の基礎知識』実業之日本社、1949年。
- 『現代経済用語辞典』河出新書、1956年。
- 『経済用語辞典』社会思想研究会出版部、1958年。
- 『エネルギー政策の新展開』共編、ダイヤモンド社、1961年。
- 『EECと日本経済』ダイヤモンド社、1962年。
- 『新・経済用語辞典』社会思想社、1963年。
- Structural Change: The Challenge to Industrial Societies, Springer, 1986年。

### 訳書
- 『計画経済理論』オスカー・ランゲほか著、中央公論社、1942年。
- 『共産主義・ファシズム・民主主義』E・ハイマン著、社会思想研究会出版部、1949年。
  - （新装版は『共産主義・ファシズム・民主主義』E・ハイマン著、現代教養文庫、1956年）
- 『計画経済理論――社会主義の経済学説』オスカー・ランゲ著、社会思想研究会出版部、1951年。
- 「資本主義からの移行」C・A・R・クロスランド筆『社会改革の新構想――新フェビアン論集』R・H・S・クロスマン編、社会思想研究会出版部、1954年。

### 校閲書
- 『紀元2000年――三十三年後の世界』ハーマン・カーンほか著、時事通信社、1968年。